# Melanozosteria nitida
Melanozosteria nitida es una especie de cucaracha terrestre del género Melanozosteria, tribu Polyzosteriini, subfamilia Polyzosteriinae. Fue descrita científicamente por Brunner von Wattenwyl en 1865.

## Distribución
Se distribuye por Filipinas, Malasia, Indonesia, Fiyi, Nueva Guinea, Samoa, Nueva Caledonia, Islas Salomón y Polinesia Francesa.